# Saint Siméon
De Saint Siméon (ook wel Côte de Saint Siméon) is een heuvel nabij Bitsingen (Bassenge) in de Belgische provincie Luik.

## Wielrennen
De helling is meermaals (periode 1993-2000) opgenomen in de wielerklassieker Amstel Gold Race in de periode dat de finish nog in Maastricht was gesitueerd en er een Belgische lus in het parcours was opgenomen. De helling werd dan beklommen tussen de Belgische zijde van de Sint-Pietersberg, de Saint-Pierre en de Hallembaye.
De klim is ook wel aangeduid met de naam van de plaats Houtain-Saint-Siméon.